# Gogeasca
Gogeasca – wieś w Rumunii, w okręgu Prahova, w gminie Cărbunești. W 2011 roku liczyła 267 mieszkańców.